# رينغوود (أوكلاهوما)
رينغوود (بالإنجليزية: Ringwood town, Oklahoma)‏ هي بلدة تقع بولاية أوكلاهوما في الولايات المتحدة. تبلغ مساحتها 2.29 كم2، وترتفع عن سطح البحر 400 م، بلغ عدد سكانها 497 نسمة في عام 2010 حسب إحصاء مكتب تعداد الولايات المتحدة وتصل الكثافة السكانية فيها 217 نسمة لكل كيلومتر مربع (562.0/ميل2).

## التركيبة السكانية
حدّد مكتب تعداد الولايات المتحدة بيانات التركيبة السكانية لرينغوود في تعداد الولايات المتحدة. في ما يلي، التركيبة السكانية حسب تعدادي 2000 و2010.

### تعداد عام 2000
بلغ عدد سكان رينغوود 424 نسمة بحسب تعداد عام 2000، وبلغ عدد الأسر 160 أسرة وعدد العائلات 120 عائلة مقيمة في البلدة. في حين سجلت الكثافة السكانية 185.2 نسمة لكل كيلومتر مربع (479.7/ميل2). وبلغ عدد الوحدات السكنية 172 وحدة بمتوسط كثافة قدره 75.1 لكل كيلومتر مربع (194.5/ميل2).
وتوزع التركيب العرقي للبلدة بنسبة 70.99% من البيض و0.24% من الأمريكيين الأفارقة و27.12% من الأعراق الأخرى و1.65% من عرقين مختلطين أو أكثر و36.56% من الهسبانيون أو اللاتينيون من أي عرق.
بلغ عدد الأسر 160 أسرة كانت نسبة 40% منها لديها أطفال تحت سن الثامنة عشر تعيش معهم، وبلغت نسبة الأزواج القاطنين مع بعضهم البعض 62.5% من أصل المجموع الكلي للأسر، ونسبة 4.4% من الأسر كان لديها معيلات من الإناث دون وجود شريك، بينما كانت نسبة 8.1% من الأسر لديها معيلون من الذكور دون وجود شريكة وكانت نسبة 25% من غير العائلات. تألفت نسبة 23.1% من أصل جميع الأسر من عدة أفراد يعيشون في نفس المنزل ونسبة 15.6% كانت تتألف من شخص يعيش بمفرده يبلغ من العمر 65 عاماً أو أكثر. وبلغ متوسط حجم الأسرة المعيشية 2.65، أما متوسط حجم العائلات فبلغ 3.13.
بلغ العمر الوسطي للسكان 34.8 عاماً. وكانت نسبة 29.7% من القاطنين تحت سن الثامنة عشر، وكانت نسبة 8.5% بين الثامنة عشر والرابعة والعشرين عاماً، ونسبة 25.9% كانت واقعةً في الفئة العمرية ما بين الخامسة والعشرين والرابعة والأربعين عاماً، ونسبة 18.6% كانت ما بين الخامسة والأربعين والرابعة والستين، ونسبة 17.2% كانت ضمن فئة الخامسة والستين عاماً فما فوق. يوجد لكل 100 أنثى 104.8 ذكر، ويوجد لكل 100 أنثى في الثامنة عشر من عمرها فما فوق 98.7 ذكر.
بلغ متوسط دخل الأسرة في البلدة 30,000 دولارًا، أما متوسط دخل العائلة فبلغ 40,250 دولارًا. وكان متوسط دخل الذكور 26,250 دولارًا مقابل 18,750 دولارًا للإناث. وسجل دخل الفرد الخاص بالبلدة 15,809 دولارًا. وكانت نسبة 19.2% من العائلات ونسبة 22.1% من السكان تحت خط الفقر، وكان من هؤلاء نسبة 30.4% تحت سن الثامنة عشر ونسبة 16.4% في الخامسة والستين من العمر وما فوق.

### تعداد عام 2010
بلغ عدد سكان رينغوود 497 نسمة بحسب تعداد عام 2010، وبلغ عدد الأسر 170 أسرة وعدد العائلات 126 عائلة مقيمة في البلدة. في حين سجلت الكثافة السكانية 217 نسمة لكل كيلومتر مربع (562.0/ميل2). وبلغ عدد الوحدات السكنية 191 وحدة بمتوسط كثافة قدره 83.4 لكل كيلومتر مربع (216.0/ميل2).
وتوزع التركيب العرقي للبلدة بنسبة 67.40% من البيض و0.60% من الأمريكيين الأفارقة و2.01% من الأمريكيين الأصليين و25.15% من الأعراق الأخرى و4.83% من عرقين مختلطين أو أكثر و50.30% من الهسبانيون أو اللاتينيون من أي عرق.
بلغ عدد الأسر 170 أسرة كانت نسبة 42.4% منها لديها أطفال تحت سن الثامنة عشر تعيش معهم، وبلغت نسبة الأزواج القاطنين مع بعضهم البعض 57.6% من أصل المجموع الكلي للأسر، ونسبة 8.2% من الأسر كان لديها معيلات من الإناث دون وجود شريك، بينما كانت نسبة 8.2% من الأسر لديها معيلون من الذكور دون وجود شريكة وكانت نسبة 25.9% من غير العائلات. تألفت نسبة 23.5% من أصل جميع الأسر من عدة أفراد يعيشون في نفس المنزل ونسبة 11.2% كانت تتألف من شخص يعيش بمفرده يبلغ من العمر 65 عاماً أو أكثر. وبلغ متوسط حجم الأسرة المعيشية 2.92، أما متوسط حجم العائلات فبلغ 3.44.
بلغ العمر الوسطي للسكان 31.1 عاماً. وكانت نسبة 31% من القاطنين تحت سن الثامنة عشر، وكانت نسبة 12.3% بين الثامنة عشر والرابعة والعشرين عاماً، ونسبة 26% كانت واقعةً في الفئة العمرية ما بين الخامسة والعشرين والرابعة والأربعين عاماً، ونسبة 18.9% كانت ما بين الخامسة والأربعين والرابعة والستين، ونسبة 11.9% كانت ضمن فئة الخامسة والستين عاماً فما فوق. وتوزع التركيب الجنسي للسكان بنسبة 53.1% ذكور و46.9% إناث.